# 日田彥山線
日田彥山線（日语：／ Hita-Hikosan sen */?）是一條連結日本福岡縣北九州市小倉南區的城野站至大分縣日田市的夜明站，屬於九州旅客鐵道（JR九州）的鐵路線（地方交通線）。然而，因受2017年7月九州北部豪雨影響，其中添田～夜明一段於2023年8月28日起改以巴士快速交通系統（BRT）形式行走，並稱為BRT彥星線（BRTひこぼしライン），部份原來路軌亦被改換為BRT行駛路面，因此，現時實際鐵路運行的區間只有城野～添田間。

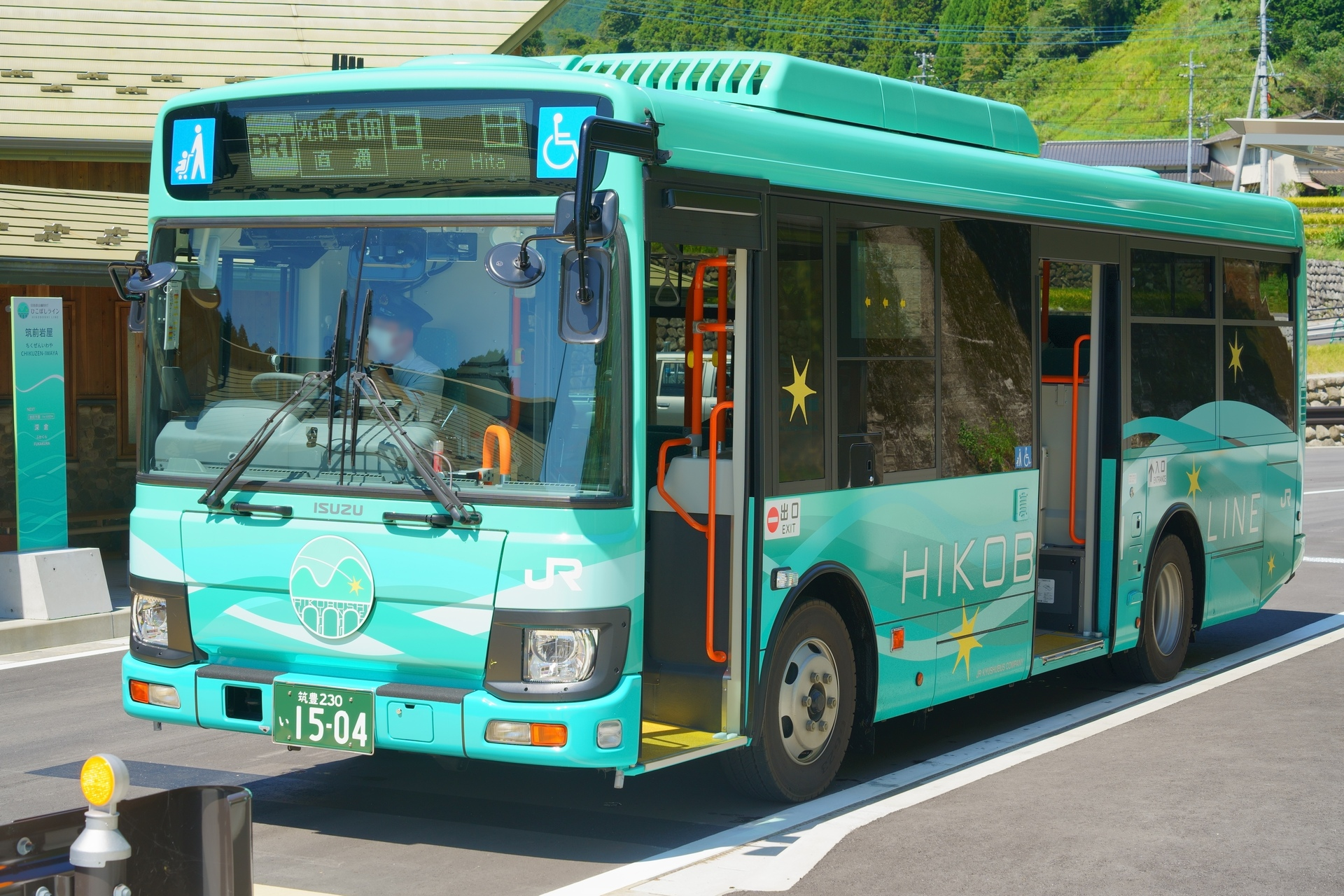
在筑前岩屋站停靠的BRT
(2023年9月)

## 路線資料
2022年8月前
- 管轄（事業類別）：九州旅客鐵道（第一種鐵道事業者）
- 路線距離（營業距離）：68.7公里
- 軌距：1067毫米
- 道床：全線有碴軌道
- 站數：24個（包括起終點站）

- 若只限屬於日田彥山線的車站，排除起終點站（城野站屬於日豐本線，夜明站屬於久大本線）則為22個。

- 複線路段：沒有（全線單線）
- 電氣化路段：沒有（全線非電氣化（日语：非電化））
- 閉塞方式：特殊自動閉塞式（軌道回路檢知式）
- 運轉指令所（日语：運転指令所）：博多綜合指令中心[2]
- 最高速度：85公里/小時

2022年8月後
- 管轄（事業類別）：九州旅客鐵道（第一種鐵道事業者）
- 路線距離（營業距離）：39.5公里
- 軌距：1067毫米
- 道床：全線有碴軌道
- 站數：15個（包括起終點站）

- 若排除城野站，則為14個。

- 複線路段：沒有（全線單線）
- 電氣化路段：沒有（全線非電化）
- 閉塞方式：特殊自動閉塞式（軌道回路檢知式）
- 運轉指令所（日语：運転指令所）：博多綜合指令中心
- 最高速度：85公里/小時

鐵道部份由本社鐵道事業本部直轄；BRT部份由JR九州巴士下設的添田支店（添田支店日田營業所）負責管理。

## 日田彥山線BRT成線經過
受2017年7月九州北部豪雨影响，沿彦山川行走的日田彦山线超过30km路线受损：第二彦山川橋桥墩切斜，第三彦山川橋梁（豊前桝田站 - 彦山站間）桥梁变形。此外，流沙冲入前岩屋站和释迦岳隧道，大行司站站房倒塌，站内路基崩塌，大行司站 - 大鶴站間大量泥土流失，添田站-夜明站区间铁路完全中断。次年2月起，该路段改由代行巴士运行。
2019年4月，JR九州向沿線自治體提出三個方案復運的三個方案：
1. 鐵道復舊方案，但沿線自治體需每年負擔1億6千萬日圓的維護費；
2. 改為BRT，當中彥山～筑前岩屋一段7.9公里的路段改為BRT專用路段；
3. 改以普通巴士行走

最初，沿線3個市町村地方自治體（即添田町、東峰村及日田市）要求鐵道復舊、但地方自治體「零負擔」的要求，但不被JR九州所接受。而根據JR九州提供的數據，停運前的2016年度，添田～夜明的一段鐵路錄得了2億6000萬日圓的赤字，而修復超過60個地點的工程費用高達56億日圓，再加上每年2億9000萬日圓的運行費；另外受2019冠状病毒病疫情的打擊，導致公司的收入出現大幅倒退，都成為採用鐵路復舊的方式甚為艱難。
2020年2月12日，在大分县日田市举行的“日田彦山線復旧会議”上，除東峰村村长以外，JR九州社长同包括大分县、福冈县的知事在内的沿线自治体首长基本同意中断线路将来以快速公交系统（BRT）的方式恢复。5月26日，時任東峰村村長澀谷博昭最終亦接受轉換為BRT的方案，並且表示希望能夠在三年內能完成，以解決現時村民外出不便的情況。7月16日，JR九州提出將專用道路區間由筑前岩屋延伸至寶珠山，總長度增至14.1公里，最終在獲得全體自治體確認後正式落實，並預算於2023年度開業。工程隨即於2020年8月開展。2023年4月26日，JR宣佈「日田彥山線 BRT彥星線」將於8月28日正式營運。

## 車站列表
為方便起見，末端部所有列車直通的日豐本線小倉站－城野站間、久大本線夜明站－日田站間也一併記載。

### 鐵道線
- ：特定都區市內制度下「北九州市內」地域車站
- 停靠站
  - 普通…停靠所有車站
  - 快速…●的車站停靠，↑的車站通過（只限1班早上上行方向）
- 軌道（日田彥山線內全線單線） … ◇、∨：可進行列車交會，｜：不可列車交會， ∥：複線路段（日豐本線內）

| 路線名稱   | 車站編號   | 中文站名 | 日文站名 | 英文站名 | 站間營業距離 | 城野起計 營業距離 | 快速                                               | 接續路線 | 軌道          | 所在地 | 所在地            |
| ---------- | ---------- | -------- | -------- | -------- | ------------ | ----------------- | -------------------------------------------------- | --- | ------------- | ------ | ----------------- |
| 日豐本線   | JI01       | 小倉     |          |          | -            | 6.1               | ●                                                  | 九州旅客鐵道： 鹿兒島本線（JA28）、 山陽本線（JA51） 西日本旅客鐵道：山陽新幹線 北九州高速鐵道：小倉線（01）（單軌電車） | ∥             | 福岡縣 | 北九州市 小倉北區 |
| 日豐本線   | JI02       | 西小倉   |          |          | 0.8          | 5.3               | ●                                                  | 九州旅客鐵道： 鹿兒島本線（JA27）                                                                                        | ∥             | 福岡縣 | 北九州市 小倉北區 |
| 日豐本線   | JI03       | 南小倉   |          |          | 2.7          | 2.6               | ●                                                  | | ∥             | 福岡縣 | 北九州市 小倉北區 |
| 日豐本線   | JI04       | 城野     |          |          | 2.6          | 0.0               | ●                                                  | 九州旅客鐵道： 日豐本線（JF04）（大分方向）                                                                              | ∨             | 福岡縣 | 北九州市 小倉南區 |
| 日田彥山線 | JI04       | 城野     |          |          | 2.6          | 0.0               | ●                                                  | 九州旅客鐵道： 日豐本線（JF04）（大分方向）                                                                              | ∨             | 福岡縣 | 北九州市 小倉南區 |
| JI05       | 石田       |          |          | 3.3      | 3.3          | ●                 |                                                    | ◇ |               | 福岡縣 | 北九州市 小倉南區 |
| JI06       | 志井公園   |          |          | 1.8      | 5.1          | ●                 | 北九州高速鐵道：小倉線（13）（單軌電車）（企救丘） | ｜ |               | 福岡縣 | 北九州市 小倉南區 |
| JI07       | 志井       |          |          | 1.7      | 6.8          | ●                 |                                                    | ◇ |               | 福岡縣 | 北九州市 小倉南區 |
| JI08       | 石原町     |          |          | 2.2      | 9.0          | ●                 |                                                    | ◇ |               | 福岡縣 | 北九州市 小倉南區 |
| JI09       | 呼野       |          |          | 3.3      | 12.3         | ↑                 |                                                    | ｜ |               | 福岡縣 | 北九州市 小倉南區 |
| JI10       | 採銅所     |          |          | 5.8      | 18.1         | ↑                 |                                                    | ◇ | 田川郡 香春町 | 福岡縣 |                   |
| JI11       | 香春       |          |          | 5.3      | 23.4         | ●                 |                                                    | ◇ | 田川郡 香春町 | 福岡縣 |                   |
| JI12       | 一本松     |          |          | 1.6      | 25.0         | ●                 |                                                    | ｜ | 田川郡 香春町 | 福岡縣 |                   |
| JI13       | 田川伊田   |          |          | 2.4      | 27.4         | ●                 | 平成豐鐵道：伊田線、田川線                         | ◇ | 田川市        | 福岡縣 |                   |
| JI14       | 田川後藤寺 |          |          | 2.6      | 30.0         | ●                 | 九州旅客鐵道： 後藤寺線（JJ06） 平成豐鐵道：糸田線 | ◇ | 田川市        | 福岡縣 |                   |
|            | 池尻       |          |          | 2.2      | 32.2         | ●                 |                                                    | ◇ | 田川郡 川崎町 | 福岡縣 |                   |
| 豐前川崎   |            |          | 2.5      | 34.7     | ●            |                   | ｜                                                 | | 田川郡 川崎町 | 福岡縣 |                   |
| 西添田     |            |          | 3.6      | 38.3     | ●            |                   | ｜                                                 | 田川郡 添田町 |               | 福岡縣 |                   |
| 添田       |            |          | 1.2      | 39.5     | ●            |                   | ｜                                                 | 田川郡 添田町 |               | 福岡縣 |                   |

### 日田彥山線BRT（BRT彥星線）
＊請參閱BRT彥星線條目

### 廢除路段
*的停車場、信號場在路線廢除前廢除。（貨）表示貨物站。
- 富野信號場*－（貨）東小倉站（日语：東小倉駅）－（貨）妙見站（日语：妙見駅 (福岡県)）－東城野停留場*－湯川臨時停留場*－水町信號場（日语：水町信号場）－石田站
- 田川線貨物支線：後藤寺站－（貨）東身內谷站（日语：東身内谷駅）
- 田川線貨物支線：後藤寺站－（貨）南站（日语：南駅 (福岡県)）
- 日田彥山線貨物支線：豐前川崎站－（貨）第一大任站（日语：第一大任駅）
- 日田彥山線貨物支線：豐前川崎站－（貨）第二大任站（日语：第二大任駅）
- 田川線貨物支線：西添田站－（貨）

### 廢除停車場、信號場
- 水町信號場（日语：水町信号場）（城野－石田、妙見間。單線分岐型）
- 母原停留場（日语：母原停留場）（志井－石原町間）
- 木下停留場（日语：木下停留場） (石原－呼野間）
- 小森信號場（日语：小森信号場）（同上）
- 下呼野停留場（同上）
- 上呼野停留場（呼野－採銅所間）
- 丸山信號場（日语：丸山信号場 (福岡県)）（同上）
- 宮原停留場（採銅所－香春間）
- 鏡山停留場（同上）
- （貨）西身內谷站（日语：西身内谷駅）（田川伊田－田川後藤寺間）
- （貨）後藤寺原站（日语：後藤寺原駅）（田川後藤寺－池尻間）

### 過去的接續路線
- （貨）東小倉站：鹿兒島本線
- 香春站：添田線
- 豐前川崎站：上山田線
- 添田站：添田線

## 外部連結
- JR九州日田彥山線 BRT彥星線公式網頁 （页面存档备份，存于）（日語）